# Bataille de Kamdesh
Guerre d'Afghanistan (2001 à aujourd'hui)
La bataille de Kamdesh, livrée le 3 octobre 2009, est le point central d'une série d'affrontements entre les forces de l'ISAF et les Taliban dans la province du Nouristan en 2009, qui a fait 8 morts dans l'armée américaine et plus de 75 morts chez les Talibans. C'est l'une des plus grosses pertes de l'armée américaine lors de la guerre d'Afghanistan, qui a perdu plus de 2 000 hommes depuis 2001. 
Quoique l'attaque des Talibans ait été repoussée, la Coalition a évacué la position quelques jours plus tard, ce qui était déjà prévu auparavant. Ce repli s'inscrit dans un plan général d'abandon des positions isolées les plus exposées mais il laisse les Talibans maîtres de la région et donc stratégiquement vainqueurs des affrontements.

## Contexte
Les provinces montagneuses du Nouristan et de Wanat, dans l'est de l'Afghanistan, sont des régions importantes pour la guérilla néo-talibane. En effet, elles sont frontalières du Pakistan à l'est et la région de Kaboul, à l'ouest, est relativement proche. 
Depuis la reprise de la guérilla, la Coalition, en particulier les Américains, cherchent donc à y perturber les liaisons talibanes en y installant plusieurs bases avancées. Celle de Kamdesh, designée en tant que Poste de combat avancé Keating, fut ainsi installée dans les premières années du conflit. Cependant, ils doivent faire face à de nombreux problèmes alors que les Talibans les ont déjà contraints à se replier hors de certains secteurs de la région et notamment à Wanat (13 juillet 2008). 
Depuis, les affrontements sont quasi-quotidiens (une cinquantaine sur la période mai-octobre 2009) et les Américains éprouvent des difficultés croissantes à sortir de leurs bases. Par exemple, quelques mois avant l'attaque, les hommes de la base de Kamdesh ne se rendent plus, pour des raisons de sécurité, dans le village du même nom pourtant distant de deux kilomètres. Enfin, un manque d'hélicoptères les empêche de ravitailler correctement les avant-postes du Nouristan dont Kamdesh. 
Des tentatives d'arrangements avec les Taliban locaux sont même menées pour améliorer la sécurité du secteur et de la base. D'une manière générale, les troupes américaines présentes à Kamdesh sont peu motivées et attendent essentiellement l'arrivée de la relève ou l'évacuation de l'avant-poste.

## La bataille
L'attaque de la base avancée de Kamdesh démarre à l'aube un jour de mauvaise visibilité. Elle est menée par plus de 300 combattants talibans armés de fusils, de grenades et de lance-roquettes. S'emparant du village et des hauteurs voisines des deux postes formant la base, ils assiègent près de 50 soldats américains et 140 soldats et policiers afghans avant de se retirer dans l'après-midi à la suite de l'arrivée de l'aviation américaine. 
Les pertes américaines sont de 8 tués et 24 blessés ; celles de la police et de l'armée afghanes de 4 tués, 10 blessés et 11 prisonniers,. L'OTAN déclare avoir tué près d'une centaine d'insurgés alors que ceux-ci n'annoncent la mort que de sept combattants (5 corps ont été effectivement retrouvés),. En 2010, la presse américaine faisait état de plus de 75 morts talibans.

## Conséquences
Quelques jours après la bataille, les Américains se retirent de la base de Kamdesh en détruisant les dernières installations. Ce repli, conjugué à l'abandon des autres bases avancées au Nouristan avant l'hiver, entraîne la prise de la province par les Talibans, à l'exception de la capitale provinciale Parun.
Dans les jours suivant l'attaque, les renseignements américains ont tenté de pister les commandants talibans locaux, Dost Mohammed et Haji Usman, alors qu'ils assistaient aux enterrements. Le commandement américain, le lieutenant-colonel Robert B. Brown, vétéran de la guerre d'Irak, et le colonel Randy George, s'approchèrent progressivement du mollah Sadiq, un ancien du Hezb-e-Islami Gulbuddin de Gulbuddin Hekmatyar, convainquant Kaboul de lui fournir des armes afin qu'il transforme ses hommes en force de police locales. Le représentant local du département d'État, Dante Paradiso, travailla à remplacer le sous-gouverneur local par un homme-lige de Sadiq.

## Dans les médias
La bataille de Kamdesh sert de trame au livre Red Platoon: A True Story of American Valor écrit par Clinton Romesha, un ex sergent-chef de l'armée Américaine qui reçut la Medal of Honor pour ses actions de bravoure durant l'assaut contre de la base avancée Keating.
Peu après la parution de son livre en mai 2016, Clinton Romesha participa à un entretien avec le média américain CBS News,, lequel expose la position précaire de la base liée à son choix d'emplacement au fond d'une vallée entourée de contreforts élevés de toute part, citant notamment un rapport interne du commandement militaire américain décrivant la base comme n'ayant « aucun intérêt, tant sur le plan tactique que stratégique » ainsi qu'un passage du livre de Romesha qualifiant la base avancée Keating « d'avant-poste de combat le plus isolé, précaire et tactiquement compromis de tout l'Afghanistan ».  
En novembre 2018 la série Netflix Medal of Honor consacra deux épisodes aux événements de la bataille de Kamdesh, se basant sur les témoignages de Clinton Romesha et Ty Carter.
En 2020 sort le film Assiégés (titre original The Outpost), adapté du livre The Outpost: An Untold Story of American Valor du journaliste de CNN Jake Tapper, qui retrace la bataille de Kamdesh.